# Montgomery megye (New York)
Montgomery megye az Amerikai Egyesült Államokban, azon belül New York államban található. Megyeszékhelye Fonda. Lakosainak száma 49 532 fő (2020. április 1.). Montgomery megye Fulton, Saratoga, Schenectady, Schoharie, Otsego és Herkimer megyékkel határos.

## Népesség
A megye népességének változása:
| Lakosok száma | 50 299 | 49 982 | 49 916 | 49 897 | 49 642 | 49 532 |
|               | 2010   | 2011   | 2012   | 2013   | 2015   | 2020   |